# 스타트랙 외계인종족
스타트렉 외계인종족(Star Trek aliens)은 스타트랙(StarTrek)에 등장하는 외계 행성의 외계인 종족들을 가리킨다.
로뮬란(Romulan), 안도리안(Andorians), 텔라리트(Tellarites), 클링온(Klingon), 디노뷸란(Denobulans), 리겔족(Rigelians), 코리단(Coridanites)등이 있다.

## 같이 보기
- 거울우주